# 施大晁
施大晁（1658年—1674年），字觀宏，福建福州府福清縣人，清朝政治人物。

## 生平
康熙十二年（1673年）癸丑科三甲第三十名進士。十三年（1674年）耿精忠響應吳三桂反清，施大晁藏身福清金芝山，招募壯士以助官軍征討，被擒，嚼舌罵敵後被毆打，吐血而亡。《清史稿》有傳。

## 家族
曾祖施西河；祖父施雲臺；父施明春。